# كوبا أمريكا 2021
كوبا أمريكا 2021 (بالإسبانية: Copa América 2021؛ بالبرتغالية: Copa América de 2021) هي النسخة السابعة والأربعون من بطولة كوبا أمريكا، وهي بطولة كرة القدم القارية للرجال التي تقام بشكل دوري كل أربع سنوات، والتي ينظمها اتحاد كرة القدم في قارة أمريكا الجنوبية الذي يعرف باسم الكونميبول. وتقام فعاليات هذه النسخة في البرازيل للمرة الثانية على التوالي بعد بطولة كوبا أمريكا 2019، وهي كذلك المرة السادسة التي تستضيفها البرازيل في تاريخ بطولات كوبا أمريكا.
كان من المقرر في الأصل أن تقام البطولة تحت اسم كوبا أمريكا 2020. إلا أن الكونميبول قد أعلن في 17 مارس 2020 عن تأجيل البطولة لمدة عام كامل بسبب جائحة فيروس كورونا في أمريكا الجنوبية وذلك بالتزامن مع قرار اليويفا بتأجيل يورو 2020 إلى 2021. كذلك، كان من المقرر أن تقام البطولة في الأرجنتين وكولومبيا في الفترة ما بين 13 يونيو و10 يوليو 2021. لكن في 20 مايو 2021 أعلن الكونميبول عن حرمان كولومبيا من حق استضافة البطولة، بسبب الاحتجاجات المستمرة التي تشهدها البلاد ضد الرئيس الكولومبي إيفان دوكي. وفي 31 مايو 2021 أعلن الكونميبول عن قرار آخر تضمن نقل فعاليات البطولة من الأرجنتين، لتستضيفها البرازيل. وقال الاتحاد في بيان رسمي: «بطولة 2021 ستقام في البرازيل، بنفس مواعيد بدايتها ونهايتها».
حامل اللقب هو منتخب البرازيل الذي تُوج بلقبه التاسع في نسخة كوبا أمريكا 2019. وفاز منتخب الأرجنتين بهذه البطولة لتنتزع لقب كوبا أمريكا الغائب منذ عام 1993.

## خلفية
في مارس 2017، قيل إن الكونميبول اقترح إجراء كوبا أمريكا في عام 2020 كجزء من تغيير التقويم. بعد نسخة 2019 التي لعبت في البرازيل، ستنتقل البطولة التي تقام كل أربع سنوات من السنوات الفردية إلى الزوجية بدءًا من عام 2020، وستقام النسخة التالية في الإكوادور في عام 2024. وهذا من شأنه أن يحرك البطولة بما يتماشى مع بطولة أمم أوروبا. أشارت التقارير إلى أن الولايات المتحدة قد تستضيف البطولة، بعد أن سبق لها أن استضافت البطولة لمرة واحدة في نسخة كوبا أمريكا المئوية في عام 2016، والتي احتفلت بالذكرى المئوية لكونميبول وكوبا أمريكا. في 18 سبتمبر 2018، أكد رئيس الكونميبول أليخاندرو دومينغيز ويلسون سميث خطط تغيير التقويم بعد تقديم طلب رسمي إلى الفيفا.
في 26 أكتوبر 2018 في اجتماع مجلس الاتحاد الدولي لكرة القدم في كيغالي، رواندا، تمت الموافقة على طلب بطولة كوبا أمريكا في السنوات الزوجية، بدءًا من نسخة 2020. كان من المقرر أصلاً أن تقام البطولة في الفترة ما بين 12 يونيو و 12 يوليو 2020، وهي نفس تواريخ بطولة أمم أوروبا 2020. في 13 مارس 2019، أعلن الكونميبول أن الأرجنتين وكولومبيا مضيفين مشتركين لكوبا أمريكا 2020 بعد رفض عرض الولايات المتحدة.
تم الإعلان عنه رسميًا في نفس اليوم الذي وافقت فيه الكونميبول على الاستضافة المشتركة والتي تم منحها رسميًا في 9 أبريل 2019 في مؤتمر الكونميبول في ريو دي جانيرو، البرازيل. في 20 مايو 2021، بسبب المخاوف الأمنية وسط الاحتجاجات ضد حكومة الرئيس إيفان دوكي ماركيز، تم استبعاد كولومبيا كمضيف مشارك للبطولة.

## تأثير جائحة فيروس كورونا
في مارس 2020، بدأت جائحة فيروس كورونا في أمريكا الجنوبية في التأثير على كرة القدم. أعلن الفيفا أنه تم تأجيل أول جولتين من تصفيات أمريكا الجنوبية المؤهلة لكأس العالم 2022، المقرر إجراؤها في مارس، بينما علقت الكونميبول مؤقتًا بطولة كوبا ليبرتادوريس. في 17 مارس 2020، أعلن الكونميبول أنه سيتم تأجيل بطولة كوبا أمريكا إلى العام التالي، من 11 يونيو إلى 11 يوليو 2021، من أجل حماية صحة وسلامة الفرق ووسائل الإعلام والزوار والمدن المضيفة. في اليوم التالي، وافق مكتب مجلس الاتحاد الدولي لكرة القدم على تغيير التاريخ في تقويم مباريات الفيفا الدولية. نتيجة لذلك، تم تأجيل كأس العالم للأندية الموسعة، التي كان من المقرر عقدها في يونيو ويوليو 2020، إلى عام 2021.
في 22 مايو 2021، خضعت الأرجنتين للإغلاق لمدة تسعة أيام بسبب ارتفاع حالات الإصابة بفيروس كورونا، والتي تضمنت تعليق جميع مباريات كرة القدم المحلية. في 30 مايو 2021، أعلن الكونميبول أنه بسبب الظروف الحالية في البلاد، سيتم سحب تنظيم كوبا أمريكا من الأرجنتين، وأنهم كانوا يبحثون عن عروض من دول أخرى لاستضافة البطولة. وبحسب ما ورد تضمن هذا عرضًا من الولايات المتحدة، بعد أن تم رفض هذا العرض في البداية. أفيد أن الحكومة الأرجنتينية قد تقدمت بمطالب متزايدة لبروتوكولات الأمن البيولوجي التي وجدتها الكونميبول غير معقولة.
أقيمت جميع المباريات تقريبًا في البطولة خلف أبواب مغلقة، باستثناء المباراة النهائية، حيث تم السماح بنسبة 10٪ من سعة ملعب ماراكانا للضيوف الذين خضعوا لاختبار فيروس كورونا سلبي قبل الدخول. تم تطعيم جميع الوفود، كل منها بـ 65 عضوًا، وكذلك حكام المباراة.

## الأماكن
في 1 يونيو 2021، أعلنت الحكومة البرازيلية والاتحاد البرازيلي لكرة القدم أن مدن برازيليا، غويانيا، كويابا وريو دي جانيرو هي الأماكن المضيفة للمسابقة، مع استخدام ملعب ماراكانا، ملعب ماني غارينشا الوطني، أرينا بنتانال وملعب بيدرو لودوفيكو الأولمبي للمباريات. في 2 يونيو، قرر الاتحاد البرازيلي استخدام ملعب نيلتون سانتوس الأولمبي كثاني ملعب في ريو دي جانيرو. كما خصصت الحكومة موارد في الميزانية الفيدرالية لتوفير الدعم اللازم للوجستيات وأمن البطولة. استضاف ماني جارينشا المباراة الافتتاحية في 13 يونيو، وعقدت المباراة النهائية في ملعب ماراكانا في 10 يوليو.
| ملعب ماراكانا            | ملعب ماراكانا | ملعب نيلتون سانتوس الأولمبي | ملعب نيلتون سانتوس الأولمبي  |
| السعة: 78.838            | السعة: 78.838 | السعة: 46.931               | السعة: 46.931                |
|                          |               |                             |                              |
| برازيليا                 | كويابا        | كويابا                      | غويانيا                      |
| ملعب ماني غارينشا الوطني | أرينا بنتانال | أرينا بنتانال               | ملعب بيدرو لودوفيكو الأولمبي |
| السعة: 72.788            | السعة: 44.000 | السعة: 44.000               | السعة: 13.500                |
|                          |               |                             |                              |

### الأماكن الأصلية
في 20 نوفمبر 2019، نشر الكونميبول وثيقة تؤكد وجود ثمانية أماكن، ملعب ماريو ألبيرتو كيمبس في قرطبة، ملعب مالفيناس أرخنتيناس في مندوزا، ملعب مونومنتال أنتونيو فيسبوسيو ليبرتي في بوينس آيرس، ملعب سيوداد دي لا بلاتا في لا بلاتا، ملعب باسكوال غيريرو الأولمبي في كالي، ملعب أتاناسيو خيراردوت في ميديلين، ملعب متروبوليتانو روبيرتو ميلينديز في بارانكيا وملعب إل كامبين في بوغوتا. علاوة على ذلك، تم أيضًا ترشيح ملعب سان خوان ديل بايكينتيناريو في سان خوان وملعب إيرنان راميريز فييغاس في بيريرا ولكن لم يتم تأكيدهما، وتم رفضهما أخيرًا.
في 3 ديسمبر 2019، قبل القرعة، كان معروفًا أن ملعب يونيكو في سانتياغو ديل استيرو قد تم إدراجه كواحد من الملاعب الأرجنتينية. في 15 مارس 2020، تم استبعاد ملعب ملعب سيوداد دي لا بلاتا، نتيجة لتقصير الجدول الزمني. كانت كولومبيا ستستضيف مجموعة المنطقة الشمالية، بينما كانت الأرجنتين ستستضيف مجموعة المنطقة الجنوبية. كان من الممكن أن تستضيف كل دولة أيضًا دورتي ربع النهائي ومباراة واحدة في نصف النهائي. مباراة تحديد المركز الثالث والنهائي كانت ستقام في كولومبيا.

## الفرق
شاركت جميع فرق الكونميبول الوطنية العشرة في المنافسة، مقسمة إلى منطقتين جغرافيتين لمرحلة المجموعات. في يونيو 2019، وافق مجلس الكونميبول رسميًا على مشاركة أستراليا وقطر بصفتهما الفريقين المدعوين، اللذين كانا الفائزين السابقين بكأس آسيا. كانت أستراليا ستظهر لأول مرة في كوبا أمريكا، بينما كانت قطر ستظهر للمرة الثانية، بعد أن شاركت في النسخة السابقة. ومع ذلك، في 23 فبراير 2021، أعلن كل من الاتحاد الأسترالي والاتحاد القطري لكرة القدم انسحابهما من البطولة، بسبب تأجيل ما تبقى من تصفيات كأس العالم 2022 إلى يونيو 2021. بعد الانسحابات، أعلن متحدث باسم الكونميبول قال إن هناك مشكلة في التقويم بعد انسحاب أستراليا وقطر، وأنه قد لاحظ بالفعل اهتمامًا من المنتخبات الوطنية الأخرى باللعب كضيوف في مكانهم وأنه يود أن يكون لديه 12 فريقًا. وأضاف المتحدث أنه إذا لم يتم العثور على بدائل، فستقام البطولة بعشرة فرق (لأول مرة منذ كوبا أمريكا 1991).
| منطقة الكونميبول الشمالية - البرازيل (حامل اللقب والمضيف) - كولومبيا - الإكوادور - بيرو - فنزويلا | منطقة الكونميبول الجنوبية - الأرجنتين - بوليفيا - تشيلي - باراغواي - الأوروغواي |

## مرحلة المجموعات

### المجموعة أ (المنطقة الجنوبية)
| م | الفريق     | لعب | ف | ت | خ | أ.له | أ.ع | أ.ف | نقاط | التأهل                        |
| - | ---------- | --- | - | - | - | ---- | --- | --- | ---- | ----------------------------- |
| 1 | الأرجنتين  | 4   | 3 | 1 | 0 | 7    | 2   | +5  | 10   | التأهل إلى مرحلة خروج المغلوب |
| 2 | الأوروغواي | 4   | 2 | 1 | 1 | 4    | 2   | +2  | 7    | التأهل إلى مرحلة خروج المغلوب |
| 3 | باراغواي   | 4   | 2 | 0 | 2 | 5    | 3   | +2  | 6    | التأهل إلى مرحلة خروج المغلوب |
| 4 | تشيلي      | 4   | 1 | 2 | 1 | 3    | 4   | −1  | 5    | التأهل إلى مرحلة خروج المغلوب |
| 5 | بوليفيا    | 4   | 0 | 0 | 4 | 2    | 10  | −8  | 0    |                               |

| الأرجنتين  | 1–1   | تشيلي      |
| ---------- | ----- | ---------- |
| - ميسي 33' | تقرير | فارغاس 57' |

| باراغواي                                 | 3–1   | بوليفيا            |
| ---------------------------------------- | ----- | ------------------ |
| - روميرو غامارا 62' - أ. روميرو 65'، 80' | تقرير | - سافيدرا 10' (ج.) |

| تشيلي          | 1–0   | بوليفيا |
| -------------- | ----- | ------- |
| - بريريتون 10' | تقرير |         |

| الأرجنتين      | 1–0   | الأوروغواي |
| -------------- | ----- | ---------- |
| - رودريغيز 13' | تقرير |            |

| الأوروغواي         | 1–1   | تشيلي        |
| ------------------ | ----- | ------------ |
| - فيدال 66' (ه.ذ.) | تقرير | - فارغاس 26' |

| الأرجنتين   | 1–0   | باراغواي |
| ----------- | ----- | -------- |
| - غوميز 10' | تقرير |          |

| بوليفيا | 0–2   | الأوروغواي                      |
| ------- | ----- | ------------------------------- |
|         | تقرير | - لامبي 40' (ه.ذ.) - كافاني 79' |

| تشيلي | 0–2   | باراغواي                         |
| ----- | ----- | -------------------------------- |
|       | تقرير | - ساموديو 33' - ألميرون 58' (ج.) |

| الأوروغواي        | 1–0   | باراغواي |
| ----------------- | ----- | -------- |
| - كافاني 21' (ج.) | تقرير |          |

| بوليفيا       | 1–4   | الأرجنتين                                      |
| ------------- | ----- | ---------------------------------------------- |
| - سافيدرا 60' | تقرير | - غوميز 6' - ميسي 33' (ج.)، 42' - مارتينيز 65' |

### المجموعة ب (المنطقة الشمالية)
| م | الفريق       | لعب | ف | ت | خ | أ.له | أ.ع | أ.ف | نقاط | التأهل                        |
| - | ------------ | --- | - | - | - | ---- | --- | --- | ---- | ----------------------------- |
| 1 | البرازيل (H) | 4   | 3 | 1 | 0 | 10   | 2   | +8  | 10   | التأهل إلى مرحلة خروج المغلوب |
| 2 | بيرو         | 4   | 2 | 1 | 1 | 5    | 7   | −2  | 7    | التأهل إلى مرحلة خروج المغلوب |
| 3 | كولومبيا     | 4   | 1 | 1 | 2 | 3    | 4   | −1  | 4    | التأهل إلى مرحلة خروج المغلوب |
| 4 | الإكوادور    | 4   | 0 | 3 | 1 | 5    | 6   | −1  | 3    | التأهل إلى مرحلة خروج المغلوب |
| 5 | فنزويلا      | 4   | 0 | 2 | 2 | 2    | 6   | −4  | 2    |                               |

| البرازيل                                       | 3–0   | فنزويلا |
| ---------------------------------------------- | ----- | ------- |
| - ماركينيوس 23' - نيمار 64' (ج.) - باربوسا 89' | تقرير |         |

| كولومبيا      | 1–0   | الإكوادور |
| ------------- | ----- | --------- |
| - كاردونا 42' | تقرير |           |

| كولومبيا | 0–0   | فنزويلا |
| -------- | ----- | ------- |
|          | تقرير |         |

| البرازيل                                                   | 4–0   | بيرو |
| ---------------------------------------------------------- | ----- | ---- |
| - ساندرو 12' - نيمار 68' - إيفرتون 89' - ريتشارليسون 3+90' | تقرير |      |

| فنزويلا                       | 2–2   | الإكوادور                  |
| ----------------------------- | ----- | -------------------------- |
| - كاستيو 51' - هرنانديز 1+90' | تقرير | - بريسيادو 39' - بلاتا 71' |

| كولومبيا         | 1–2   | بيرو                          |
| ---------------- | ----- | ----------------------------- |
| - بورخا 53' (ج.) | تقرير | - بينيا 17' - مينا 64' (ه.ذ.) |

| الإكوادور                           | 2–2   | بيرو                       |
| ----------------------------------- | ----- | -------------------------- |
| - تابيا 23' (ه.ذ.) - بريسيادو 3+45' | تقرير | - لابادولا 49' - كاريو 54' |

| البرازيل                        | 2–1   | كولومبيا   |
| ------------------------------- | ----- | ---------- |
| - فيرمينو 78' - كاسيميرو 10+90' | تقرير | - دياز 10' |

| البرازيل      | 1–1   | الإكوادور  |
| ------------- | ----- | ---------- |
| - ميليتاو 37' | تقرير | - مينا 53' |

| فنزويلا | 0–1   | بيرو        |
| ------- | ----- | ----------- |
|         | تقرير | - كاريو 48' |

## مرحلة خروج المغلوب
في مرحلة خروج المغلوب، إذا انتهى وقت المباراة الأصلي (90 دقيقة) بنتيجة التعادل فإنه:
- في ربع النهائي ونصف النهائي ومباراة تحديد المركز الثالث، يحتكم الفريقان إلى ركلات الترجيح مباشرة دون لعب وقت إضافي.
- في النهائي، يُلعب وقت إضافي. وفي حال استمر التعادل بعد الوقت الإضافي، يحتكم الفريقان إلى ركلات الترجيح.

### الرسم البياني
|  | ربع النهائي                             | ربع النهائي                             |                                     |       | نصف النهائي                | نصف النهائي                |  |  | النهائي | النهائي |
|  |                                         |                                         |                                     |       |                            |                            |  |  |         |         |
|  | 3 يوليو – غويانيا                       |                                         |                                     |       |                            |                            |  |  |         |         |
|  |                                         |                                         |                                     |       |                            |                            |  |  |         |         |
|  | الأرجنتين                               | 3                                       |                                     |       |                            |                            |  |  |         |         |
|  | الأرجنتين                               | 3                                       | 6 يوليو – برازيليا                  |       |                            |                            |  |  |         |         |
|  | الإكوادور                               | 0                                       |                                     |       |                            |                            |  |  |         |         |
|  | الإكوادور                               | 0                                       | الأرجنتين (ج.)                      | 1 (3) |                            |                            |  |  |         |         |
|  | 3 يوليو – برازيليا                      |                                         | الأرجنتين (ج.)                      | 1 (3) |                            |                            |  |  |         |         |
|  |                                         | كولومبيا                                | 1 (2)                               |       |                            |                            |  |  |         |         |
|  | الأوروغواي                              | كولومبيا                                | 1 (2)                               | 0 (2) |                            |                            |  |  |         |         |
|  | الأوروغواي                              |                                         | 10 يوليو – ريو دي جانيرو (ماراكانا) | 0 (2) |                            |                            |  |  |         |         |
|  | كولومبيا (ج.)                           | 0 (4)                                   |                                     |       |                            |                            |  |  |         |         |
|  | كولومبيا (ج.)                           | 0 (4)                                   | الأرجنتين                           | 1     |                            |                            |  |  |         |         |
|  | 2 يوليو – ريو دي جانيرو (نيلتون سانتوس) |                                         | الأرجنتين                           | 1     |                            |                            |  |  |         |         |
|  |                                         | البرازيل                                | 0                                   |       |                            |                            |  |  |         |         |
|  | البرازيل                                | البرازيل                                | 0                                   | 1     |                            |                            |  |  |         |         |
|  | البرازيل                                | 5 يوليو – ريو دي جانيرو (نيلتون سانتوس) |                                     | 1     |                            |                            |  |  |         |         |
|  | تشيلي                                   | 0                                       |                                     |       |                            |                            |  |  |         |         |
|  | تشيلي                                   | 0                                       | البرازيل                            | 1     |                            |                            |  |  |         |         |
|  | 2 يوليو – غويانيا                       |                                         | البرازيل                            | 1     |                            |                            |  |  |         |         |
|  |                                         | بيرو                                    | 0                                   |       | مباراة تحديد المركز الثالث | مباراة تحديد المركز الثالث |  |  |         |         |
|  | بيرو (ج.)                               | بيرو                                    | 0                                   | 3 (4) | مباراة تحديد المركز الثالث | مباراة تحديد المركز الثالث |  |  |         |         |
|  | بيرو (ج.)                               |                                         | 9 يوليو – برازيليا                  | 3 (4) |                            |                            |  |  |         |         |
|  | باراغواي                                | 3 (3)                                   |                                     |       |                            |                            |  |  |         |         |
|  | باراغواي                                | 3 (3)                                   | كولومبيا                            | 3     |                            |                            |  |  |         |         |
|  |                                         |                                         |                                     |       |                            |                            |  |  |         |         |
|  | بيرو                                    | 2                                       |                                     |       |                            |                            |  |  |         |         |
|  | بيرو                                    | 2                                       |                                     |       |                            |                            |  |  |         |         |

### ربع النهائي
| بيرو                                                   | 3–3   | باراغواي                                                          |
| ------------------------------------------------------ | ----- | ----------------------------------------------------------------- |
| - غوميز 21' (ه.ذ.) - لابادولا 40' - يوتون 80'          | تقرير | - غوميز 11' - ألونسو 54' - آفلوس 90'                              |
| ركلات الترجيح                                          |       |                                                                   |
| - لابادولا - يوتون - أورمينيو - تابيا - كويفا - تراوكو | 4–3   | - روميرو - ألونسو - مارتينيز - ساموديو - بيريس دا موتا - إسبينولا |

| البرازيل     | 1–0   | تشيلي |
| ------------ | ----- | ----- |
| - باكيتا 46' | تقرير |       |

| الأوروغواي                         | 0–0   | كولومبيا                         |
| ---------------------------------- | ----- | -------------------------------- |
|                                    | تقرير |                                  |
| ركلات الترجيح                      |       |                                  |
| - كافاني - خيمينيز - سواريز - فينا | 2–4   | - زاباتا - سانشيز - مينا - بورخا |

| الأرجنتين                                    | 3–0   | الإكوادور |
| -------------------------------------------- | ----- | --------- |
| - دي باول 40' - ل. مارتينيز 84' - ميسي 3+90' | تقرير |           |

### نصف النهائي
| البرازيل     | 1–0   | بيرو |
| ------------ | ----- | ---- |
| - باكيتا 35' | تقرير |      |

| الأرجنتين                                | 1–1   | كولومبيا                                     |
| ---------------------------------------- | ----- | -------------------------------------------- |
| - ل. مارتينيز 7'                         | تقرير | - دياز 61'                                   |
| ركلات الترجيح                            |       |                                              |
| - ميسي - دي باول - باريديس - ل. مارتينيز | 3–2   | - كوادرادو - سانشيز - مينا - بورخا - كاردونا |

### مباراة تحديد المركز الثالث
| كولومبيا                         | 3–2   | بيرو                       |
| -------------------------------- | ----- | -------------------------- |
| - كوادرادو 49' - دياز 66'، 4+90' | تقرير | - يوتون 45' - لابادولا 82' |

### النهائي
| الأرجنتين      | 1–0   | البرازيل |
| -------------- | ----- | -------- |
| - دي ماريا 22' | تقرير |          |

## الإحصائيات

### قائمة الهدافين
سُجل 65 هدفًا في 28 مباراة، بمعدل 2.32 هدف في المباراة.
4 أهداف
| - ليونيل ميسي | - لويس فرناندو دياز |  |

3 أهداف
| - لاوتارو مارتينيز | - جيانلوكا لابادولا |  |

هدفان
| - بابو غوميز - إروين سافيدرا - نيمار - لوكاس باكيتا | - إدواردو فارغاس - أيرتون بريسيادو - أنخيل روميرو - أندريه كاريو | - يوشيمار يوتون - إدينسون كافاني |

هدف واحد
| - أنخيل دي ماريا - رودريغو دي باول - قايدو رودريغيز - غابرييل باربوسا - كاسيميرو - روبرتو فيرمينو - ماركينيوس - إيدر ميليتاو - إيفرتون ريبيرو | - ريتشارليسون - أليكس ساندرو - بن بريريتون - ميغيل بورخا - إدوين كاردونا - خوان كوادرادو - أنخيل مينا - غونزالو بلاتا - ميغيل ألميرون | - جونيور ألونسو - غابرييل آفلوس - غوستافو غوميز - أليخاندرو روميرو غامارا - برايان ساموديو - سيرجيو بينيا - لويس سواريز - ايدسون كاستيو - رونالد هرنانديز |

هدف ذاتي
| - خايرو كوينتيروس (ضد الأوروغواي) - ياري مينا (ضد بيرو) | - غوستافو غوميز (ضد بيرو) - ريناتو تابيا (ضد الإكوادور) |  |

### الجوائز
تم تسليم الجوائز التالية في ختام البطولة.
- أفضل لاعب:  ليونيل ميسي
- أفضل هداف:  ليونيل ميسي  لويس دياز (4 أهداف لكل منهما)
- أفضل حارس:  إيميليانو مارتينيز
- جائزة اللعب النظيف:  البرازيل